# Charlene Wittstock
Titre
Princesse consort de Monaco
Depuis le 1er juillet 2011
(13 ans, 11 mois et 7 jours)
Signature
Charlene Wittstock, née le 25 janvier 1978 à Bulawayo (Rhodésie, actuel Zimbabwe), émigrée à Benoni (Afrique du Sud), est une ancienne nageuse sud-africaine devenue membre de la famille princière monégasque. Épouse du prince souverain Albert II de Monaco depuis 2011, elle est désormais connue comme la princesse Charlène de Monaco.
Depuis son accession au rang de princesse consort, Charlène de Monaco s'est engagée activement pour des causes humanitaires dédiées en priorité à l'éducation de l'enfant par le sport.

## Biographie

### Jeunesse et carrière sportive
Charlene Lynette Wittstock est née le 25 janvier 1978 à Bulawayo, en Rhodésie, actuel Zimbabwe (Afrique). Elle est la fille aînée de Michael Kenneth Wittstock (né en 1946), directeur commercial et ancien rugbyman, et de Lynette Humberstone (née en 1959), plongeuse de compétition puis professeur de natation. Elle a deux frères : Gareth Wittstock (né en 1980), informaticien, et Sean Wittstock (né en 1983), commercial.
Charlene Wittstock possède la nationalité sud-africaine. Elle quitte le Zimbabwe avec sa famille pour aller vivre dans l'ancienne province du Transvaal en Afrique du Sud, alors qu'elle est âgée de 12 ans.
Très jeune, elle se passionne pour la natation, à tel point qu'à 16 ans, elle abandonne ses études pour se consacrer à ce sport. À 18 ans, elle remporte les championnats juniors d'Afrique du Sud. Puis quelques années plus tard, elle fait partie de l'équipe féminine du 4 × 100 m 4 nages représentant l'Afrique du Sud aux Jeux olympiques de Sydney de 2000 en dos crawlé, l'équipe sera classée cinquième. En individuel, elle arrive 17e au 100 m dos crawlé et 14e au 200 m dos crawlé. La même année, elle remporte la médaille d'or du 200 m dos au Meeting international de natation de Monaco « Marenostrum ». En 2002, elle remporte la médaille d'argent durant les Jeux de Commonwealth de Manchester (4 × 100 m quatre nages).
Une blessure à l'épaule raccourcit sa carrière et, même si elle essaye de revenir pour les Jeux olympiques de Pékin, elle ne se qualifie pas.

### Rencontre avec Albert II de Monaco
En 2000, Charlene Wittstock rencontre le prince Albert, alors prince héréditaire, lors de la compétition internationale de natation monégasque Mare Nostrum,,. En 2005, elle recontacte le prince pour lui présenter ses condoléances à la suite du décès de son père, le prince Rainier III. En 2006, pour la première fois, elle s'affiche publiquement en compagnie d'Albert II lors de la cérémonie d'ouverture des Jeux olympiques d'hiver de 2006 de Turin en Italie,. En 2007, lors de la Coupe du monde de rugby en France, elle assiste à de nombreux matchs en compagnie du prince Albert II,, notamment ceux des Springboks, dont son grand-père fut l'un des entraîneurs. Depuis 2006, elle participe également régulièrement, aux côtés du prince Albert II, à tous les événements importants de la principauté de Monaco comme le Gala de la Croix-Rouge ou le Grand Prix automobile de Monaco. Cette relation fut très médiatisée par la presse internationale.

### Mariage princier et descendance
Le 23 juin 2010, le prince Albert II de Monaco annonce ses fiançailles avec Charlene Wittstock dans un communiqué adressé à l'AFP,. Le mariage est fixé aux 1er et 2 juillet 2011.
De confession protestante, elle se convertit au catholicisme (religion d'État à Monaco) avant d'épouser le prince Albert II et devient la première princesse consort de Monaco à ne pas être née catholique. Les années passant, elle devient une fervente catholique et développe une grande dévotion envers la Vierge Marie.
Albert II de Monaco et Charlene Wittstock se marient civilement le 1er juillet 2011, dans la salle du trône du palais princier. La cérémonie religieuse a eu lieu le 2 juillet 2011 à Monaco, dans la cour d'honneur du palais princier. S'ensuit un voyage de noces en Afrique du Sud, où le couple est notamment invité à déjeuner par le président Jacob Zuma.
Le 30 mai 2014, Albert II de Monaco et Charlène annoncent officiellement attendre un enfant pour la fin de l'année 2014. Elle confirme en octobre 2014 qu'elle attend des jumeaux. Le 10 décembre 2014, elle donne naissance à une fille, Gabriella, et à un garçon, Jacques, à la maternité Princesse-Grace. C'est Jacques qui est désigné héritier du trône avec les titres de « prince héréditaire » et « marquis des Baux », dévolus historiquement à l'héritier de la principauté de Monaco.

### Princesse de Monaco
Le 8 juillet 2011, Charlène de Monaco rencontre le prix Nobel de la paix, l'archevêque sud-africain Desmond Tutu dans les locaux de sa fondation de lutte contre le sida. Elle devient co-marraine de The Giving Organisation Trust, une organisation regroupant dix œuvres caritatives allant de la lutte contre le VIH à l'environnement en passant par l'enfance en difficulté.

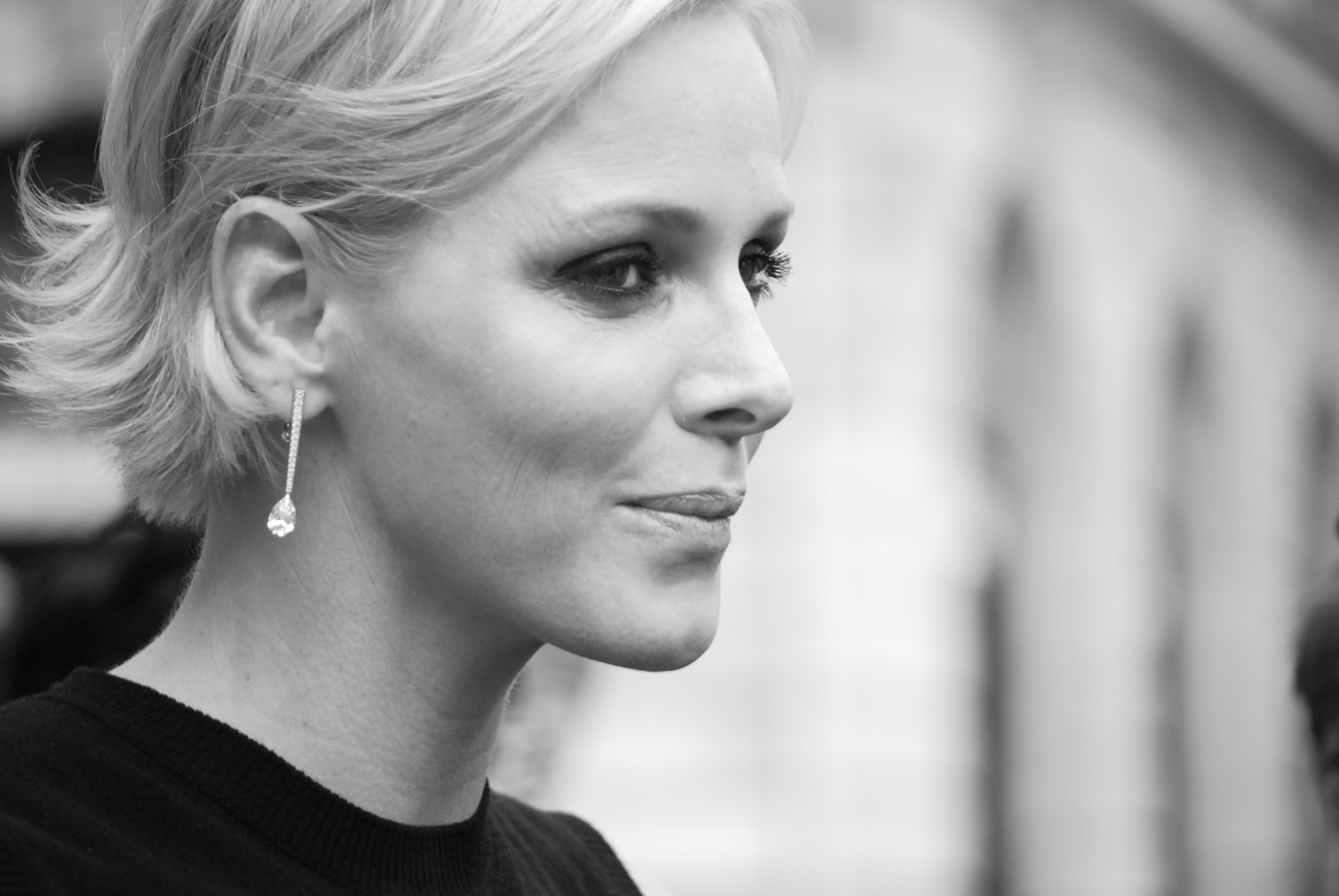
Charlène de Monaco en 2012.

En 2012, Charlène de Monaco crée sa propre fondation, la Fondation Princesse Charlène de Monaco, en faveur des femmes et des enfants en difficulté dans le monde. Cette œuvre caritative est essentiellement tournée vers la natation, la prévention des noyades et le sport. Comme son époux, Charlène de Monaco accorde une forte valeur éducative aux sports en général, et à la natation et au rugby en particulier.
En 2013, elle lance le programme « Learn to Swim » en Afrique du Sud. Dès sa première année de mariage, Charlène de Monaco s'est consacrée aux causes humanitaires et caritatives, s'inscrivant ainsi dans la continuité de l'œuvre de la princesse Grace de Monaco. Son adolescence dans une Afrique du Sud post-apartheid l'a sensibilisée aux problèmes des enfants défavorisés, auxquels elle a donné des cours de natation tout au long de sa carrière sportive. En 2010, elle est devenue une des marraines de la Fondation Nelson-Mandela. Cette fondation promeut l'œuvre de Nelson Mandela et le dialogue pour la justice.

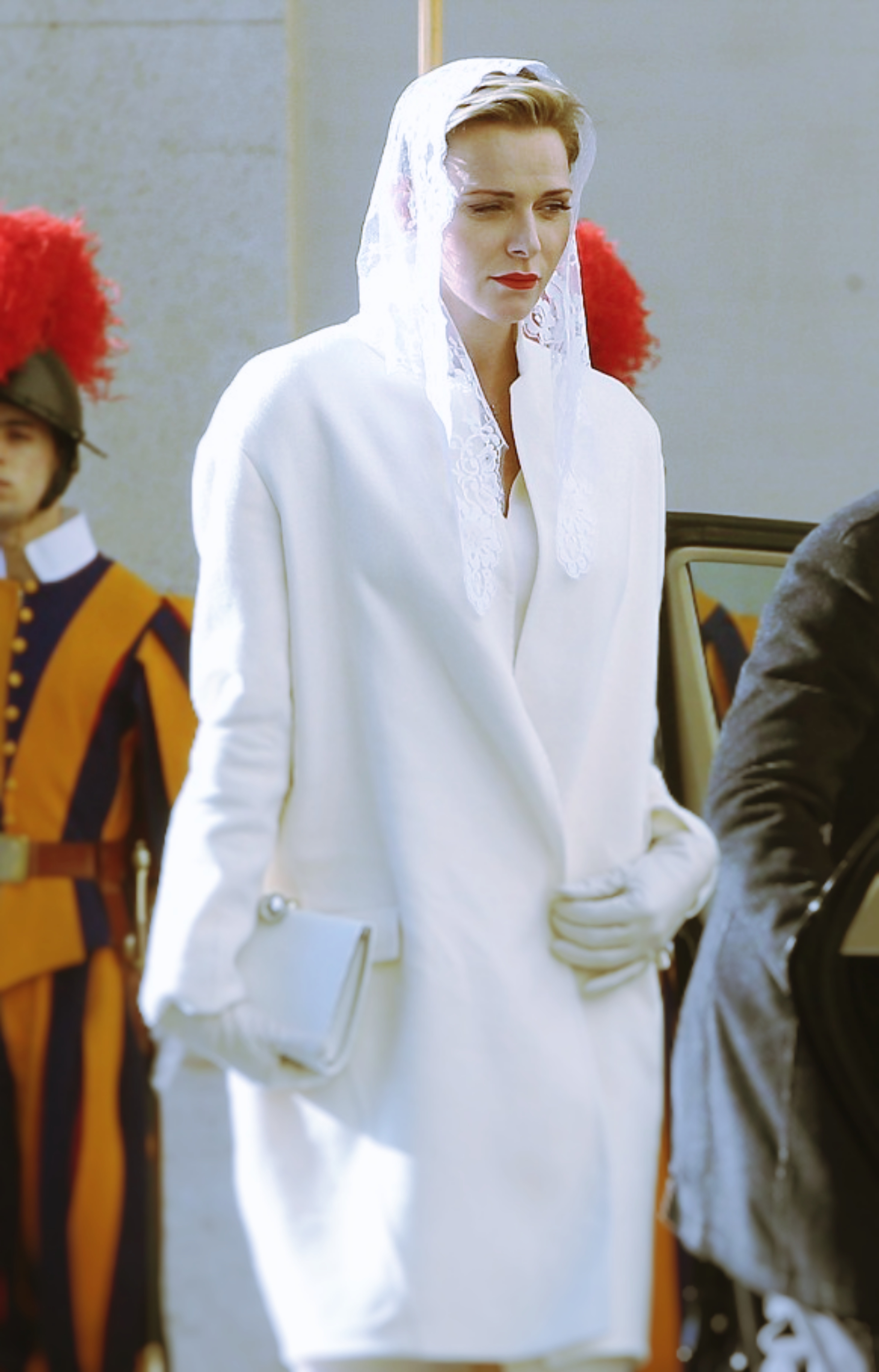
La princesse Charlène au Vatican, en 2016.

Elle est également la marraine des Jeux olympiques spéciaux et de la Born Free Foundation (en), qui s'attache à défendre les espèces animales menacées. En outre, Charlène de Monaco participe régulièrement à des manifestations de collectes de fonds pour des œuvres de bienfaisance comme celle de l'AmfAR. De par sa fonction, Charlène de Monaco participe évidemment à tous les événements majeurs de la vie de Monaco, comme le bal de la Croix-Rouge ou le bal de la Rose, organisé chaque année pour récolter des fonds au bénéfice de la fondation de la princesse Grace de Monaco.
La princesse Charlène est présidente d'honneur de la Croix-Rouge d'Afrique du Sud (tandis que son époux le prince Albert est président de la Croix-Rouge monégasque).
En 2021, souffrant d'une infection de la zone ORL, elle est contrainte de rester en Afrique du Sud afin de subir plusieurs opérations chirurgicales.

### Centres d'intérêt
Son enfance en Afrique l'a fortement sensibilisée aux problèmes rencontrés par les enfants pauvres auxquels elle a donné des cours de natation tout au long de sa carrière. Elle accompagne régulièrement son mari, le prince Albert II de Monaco, lors de déplacements pour soutenir des œuvres caritatives.
Depuis 2009, elle est présidente d'honneur du Ladies Lunch de Monte-Carlo.
Depuis 2010, elle est une des marraines de la Fondation Nelson-Mandela.
Elle est également la marraine des Jeux olympiques spéciaux, de la Born Free Foundation (en) et de Monaa (MonacoAgainstAutism), une association monégasque impliquée concernant l'autisme en ayant pour approche de prétendre "lutter contre, pour une vie normale". De plus, Charlène de Monaco participe régulièrement à des manifestations de collectes de fonds pour des œuvres de bienfaisance comme celle de l'AmfAR.
Charlène de Monaco aime pratiquer le surf et la randonnée pédestre en montagne. Elle aime lire des biographies, des poésies ethniques d'Afrique du Sud. Elle apprécie également l'art contemporain.

## Titulature

### Titulature simplifiée
- 25 janvier 1978 – 1er juillet 2011 : Mlle Charlene Lynette Wittstock
- depuis le 1er juillet 2011 : Son Altesse Sérénissime la princesse de Monaco

### Autres titres officiels
- Duchesse de Valentinois
- Duchesse de Mazarin
- Duchesse de Mayenne
- Princesse de Château-Porcien
- Marquise de Chilly-Mazarin
- Marquise de Guiscard
- Marquise des Baux
- Comtesse de Carladès (jusqu’en 2014)
- Comtesse de Ferrette, de Belfort, de Thann et de Rosemont
- Comtesse de Torigni
- Comtesse de Clèdes
- Comtesse de Longjumeau
- Baronne de Calvinet
- Baronne du Buis
- Baronne de La Luthumière
- Baronne de Hambye
- Baronne d'Altkirch
- Baronne de Massy
- Baronne de Saint-Lô
- Dame d'Issenheim
- Dame de Saint-Rémy
- Dame de Matignon

## Armoiries
| Blason | Blasonnement : Les armes de la Maison Grimaldi portent : Fuselé d'argent et de gueules. Les armes Wittstock portent : D'azur à une aigle éployée de sable. Becquée, languée et griffée d'acier (fer, cendré), le vol pourvu d'un kleestengel à trois lobes du même. (Ce sont des armes à enquerre) |

## Décorations

### Décorations monégasques
Grand-croix de l'ordre de Saint-Charles (17 novembre 2012),
 Médaille de l'éducation physique et sportive, 1re classe [Vermeil] (17 novembre 2022)

### Décorations étrangères
- Italie

 Grand-croix de l'ordre de l'Étoile de la République italienne (20 février 2014)
- Pologne

 Grand-croix de l'ordre du Mérite de la République de Pologne (18 octobre 2012)
- France

 Grand-croix de la Légion d'honneur (7 juin 2025)

## Palmarès sportif
- 1999 : médaillée d'or du relais 4 × 100 m 4 nages et médaillée d'argent du relais 4 × 100 m nage libre aux Jeux africains de Johannesbourg ;
- 2000 : sélectionnée avec l'équipe féminine du 4 × 100 m 4 nages pour les Jeux olympiques de Sydney en dos crawlé, où l'équipe se classe cinquième ;
- 2000 : médaille d'or du 200 m dos au Meeting international de natation de Monaco ;
- 2002 : médaillée d'argent du relais 4 × 100 m 4 nages aux Jeux du Commonwealth de Manchester.